# 欣克利 (伊利諾伊州)
欣克利（英語：Hinckley）是位於美國伊利諾伊州迪卡爾布縣的一個村落。

## 地理
欣克利的座標為41°46′17″N 88°38′26″W / 41.77139°N 88.64056°W，而該地最高點為海拔高度229米（即751英尺）。

## 人口
根據2010年美國人口普查的數據，欣克利的面積為2.20平方千米，當中陸地面積為2.18平方千米，而水域面積為0.02平方千米。當地共有人口2070人，而人口密度為每平方千米940人。